# Битва при Кьяри
Битва при Кьяри (нем. Schlacht bei Chiari) — сражение, состоявшееся 1 сентября 1701 года у городка Кьяри в Северной Италии в ходе войны за испанское наследство между французской и австрийской армиями. Французская армия под командованием маршала Вильруа атаковала австрийскую, под командованием принца Евгения Савойского, расположенную на укреплённых позициях. Понеся в атаке сильные потери от ружейного и артиллерийского огня противника, французская армия была вынуждена бежать с поля боя.

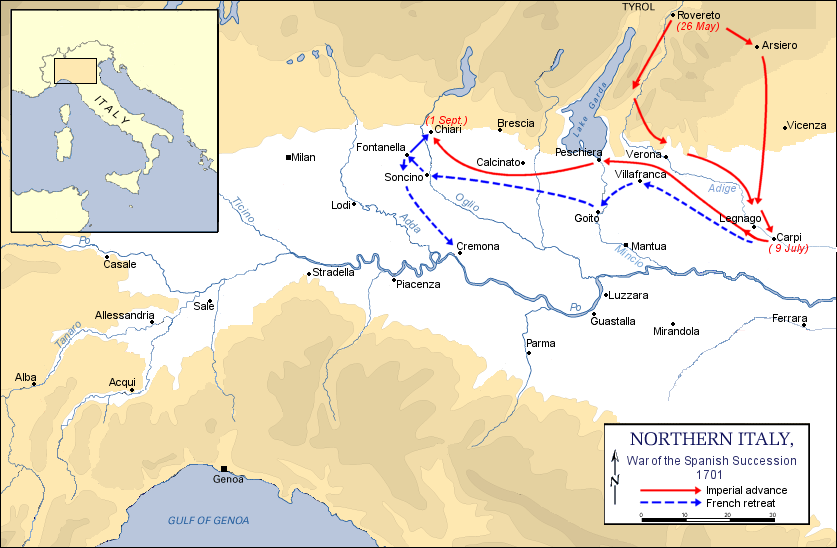
Кампания 1701 года в Италии

## Перед сражением
После перехода через реку Эчь (Адидже) и сражения при Карпи французская армия постепенно отступила за реку Минчо. Принц Евгений Савойский двинулся из своего лагеря при Сан-Пьетро-ди-Линьяго через Онизано и Буттапьетра, вверх по Эчу к городу Виллафранка, чтобы соединиться там с корпусом генерала Гуттенштейна, который оставался для наблюдением за неприятелем, расположенным на Монтебальдо. После прибытия этого корпуса к Виллафранке тотчас же были сделаны приготовления к переправе через Минчо. Принцу удалось своими распоряжениями привести неприятеля в замешательство относительно избранного им пункта переправы, так что 28 июля среди белого дня был наведён мост при Салионце без всякого сопротивления французов, а уже вечером вся армия стояла в боевом порядке на правом берегу реки. От Минчо Евгений медленно двинулся вдоль озера Гарда и по уступам Брешианских гор к верхнему Ольо, угрожая беспрерывно таким образом левому крылу неприятельского войска, в то время как сам оставался с контролируемым сообщением с Тиролем через Брешию и Рокко д’Анфо.
Маршал Катина, беспрерывно тревожимый партизанами, которые отделялись от левого крыла австрийцев и причиняли французам значительный вред, переправился за Ольо, ибо опасался, что долгим пребыванием на этом берегу реки он может быть оттеснён своим предприимчивым противником к нижнему течению реки По и таким образом быть отрезанным своим сообщением с Францией. Оставаясь в оборонительном положении за рекой Ольо, он хотел дождаться подкреплений и потом по обстоятельствам начать наступательные действия либо всеми мерами препятствовать переправе через реку принцу Евгению. Этот план опытного полководца, однако, не был исполнен. Версальский двор, недовольный неудачным началом похода, вместо осмотрительного Катина назначил главнокомандующим французскими войсками в Италии вспыльчивого и надменного Вильруа, отдав ему приказ напасть немедленно на Евгения Савойского.
Принц, узнав, что Вильруа 24 августа прибыл в неприятельский лагерь между Антоньяте и Фонтанеллой и стал предпринимать действия, явно указывавшие не намечавшееся наступление, сосредоточил свою армию при Кьяре и приказал разосланным отрядам внимательно наблюдать за действиями противника. Получив 31 августа достоверное известие, что противник переправился через Ольо около Рудиано и направляется на Кастренатто, принц расположил свои войска в порядке, который заслуживает внимания по искусному применению его к местности и прекрасному тактическому расположению.
Между Кьяри и Ольо протекают два ручья: Байона и Трензано, впадающие в Ольо. Все окрестности изрезаны каналами и рвами в различных направлениях. Позади одного из этих рвов, идущего вдоль дороги из Кьяри в Ураго, принц Евгений приказал сделать вал, упирающийся левым флангом в Кьяри, а правым в ручей Трензано. Вдоль вала он расположил первую линию имперской армии, состоящую из 15 батальонов. Орудия были поставлены отчасти на этой линии, отчасти так, чтобы могли сильно её обстреливать. 13 батальонов стояли во второй линии. За ней находилась конница: три полка в первой линии, 2 во второй, один на фланге параллельно ручью Трензано и, следовательно, под прямым углом к всеобщему расположению. Далее, в стороне, на довольно значительном расстоянии стояли вдоль Трензано остальные 4 кавалерийских полка. Пространство между ними и главным кавалерийским корпусом было занято отдельными эскадронами. Перед Кьяри были поставлены три батальона с несколькими ротами гренадер. Город и цитадель охранялись двумя батальонами. На самом крайнем, левом крыле, между ручьями Ведра-ди-Кьяри и Серио-да-Нуона находилась большая мельница, также занятая батальоном. Вправо от неё были поставлены 12 эскадронов (1000 человек) в одной, а слева 1 драгунский и 1 кирасирский полк в двух линиях. Все мосты через множество каналов и рвов около города были уничтожены.

## Ход сражения

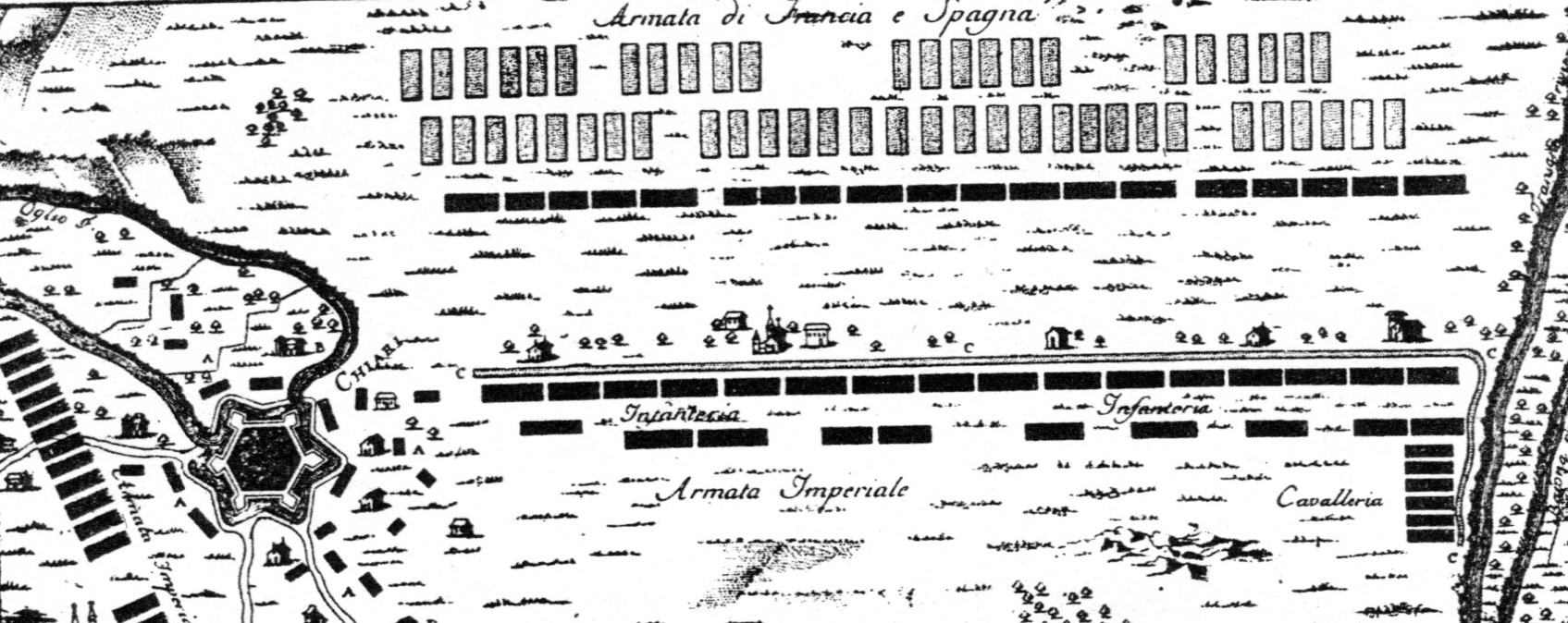
Диспозиция перед началом сражения.

1 сентября Вильруа сделал рекогносцировку этой позиции и, невзирая на протесты Катина, решил предпринять на неё нападение. В 14:00 17 батальонов выступили против левого фланга австрийских окопов, между тем как остальная часть французского войска, построенная в нескольких линиях, следовала за батальонами, отклоняя своё левое крыло. После долгого и сильного сопротивления австрийские форпосты вынуждены были отступить к отрядам, служащим их подкреплением. Французы продвигались вперед с большой решимостью, несмотря на множество рвов, замедлявших их движение. Австрийцы, подпустив их на расстояние 50 шагов, открыли такой убийственный ружейный огонь и стрельбу картечью, что за несколько секунд целые шеренги французов были уничтожены. Тщетно генералы и офицеры старались привести в порядок расстроенные ряды своих солдат — затруднительность местоположения и истребительный огонь совершенно укрытых австрийцев сделали все попытки бесполезными. В то же время расположенные близ Кьяри гренадерские и пехотные батальоны устремились с таким ожесточением на неприятеля, что он был вынужден оставить взятые им позиции, причём большая часть их защитников была перебита. Австрийцами были захвачены 4 знамени Нормандской бригады, множество солдат и офицеров было взято в плен. Неприятель, отброшенный отовсюду и подверженный сильнейшему огню, отступил с такой поспешностью, что остановился не ранее чем за несколько миль от поля сражения. 

## Результаты
Урон французов составлял до 3000 убитыми и ранеными, среди них 200 офицеров. В плен было взято очень мало, потому что местность не позволяла активного преследования, а имперцы, по обыкновению, принятому ими в турецких войнах, не давали во время боя пощады. Урон австрийцев не превышал 200 человек.
После сражения французские войска отошли на укрепленную позицию недалеко от Кьяри. Затем обе армии остались в своих лагерях, не рискуя новым сражением. В конце концов ситуация со снабжением в обоих лагерях стала очень плохой, поэтому в середине ноября французы отказались от своих позиций и ушли в зимний лагерь в Миланском герцогстве.